# Pine Plains (New York, statisztikai település)
Pine Plains statisztikai település az USA New York államában, Dutchess megyében. Lakosainak száma 1142 fő (2020. április 1.).

## Népesség
A település népességének változása:

| 2010 | 1 353 |
| 2020 | 1 142 |